# Dystrophie
En biologie, et en particulier en médecine, une dystrophie est :
- un trouble de la nutrition d'un organe et donc de sa croissance ;
- la dégénérescence ou le développement défectueux d'un organe ou d'une partie du corps.

En écologie, la dystrophie d'un écosystème lacustre se caractérise par des eaux à la fois riches en matière organique et acides ; il s'agit d'un milieu défavorable à la décomposition de la matière organique.

## Biologie
La dystrophie désigne toute altération cellulaire ou tissulaire acquise, liée à un « trouble nutritionnel » (vasculaire, hormonal, nerveux, métabolique).
Elle correspond à des phénomènes d'adaptation cellulaire, et les transformations de la structure cellulaire correspondent à l'ajustement de son activité en fonction des modifications durables que lui impose son environnement. Ces lésions sont souvent réversibles lorsque cesse la cause.
Il est rare que les lésions dues au "trouble nutritionnel" soient homogènes. Le plus souvent, en raison des phénomènes de compensation et d'essais de régénération, les lésions d'atrophie, d'hypertrophie et d'hyperplasie cellulaire sont associées et créent des aspects histologiques complexes dont l'analyse est difficile.

### Exemples de dystrophies
1. Dans la mastose (dystrophie fibrokystique du sein), l'architecture de l'organe lobulaire est globalement préservée. On trouve côte à côte des lésions d'atrophie (souvent kystique) des canaux galactophores, des territoires de régénération épithéliale, parfois de métaplasie idrosadénoïde canalaire et une fibrose interstitielle souvent dense.
2. Les altérations des veines varices des membres inférieurs (varices) combinent des phénomènes d'atrophie, d'hypertrophie et de fibrose interstitielle.

## Noms de maladie comportant le terme "dystrophie"
- Dystrophia adiposogenitalis ou syndrome de Fröhlich,
- Dystrophia bullosa hereditaria, forme rare d'épidermolyse héréditaire,
- Dystrophia mesodermalis congenita ou syndrome de Marfan,
- Dystrophia muscularia ou dystrophie musculaire ou myodystrophie, nom collectif de myopathies héréditaires
  - Maladie de Becker
  - Maladie de Duchenne
  - Dystrophie facio scapulo humérale ou maladie de Landouzy-Dejerine
  - Dystrophia myotonica ou maladie de Curschmann-Steinert ou myotonia dystrophicans, myopathie héréditaire dominante autosomale

- - Dystrophia ophthalmoplegica dystrophie héréditaire dominante autosomale de l'œil externe et des muscles du pharynx à l'âge adulte
- Dystrophia oedematosa hereditaria ou lymphoedema praecox
- Dystrophia osteoplegica ou ostéodystrophie
- Dystrophie post-traumatique ou syndrome de Südeck ou algodystrophie
- Dystrophia retinae pigmentosa ou retinitis pigmentosa
- Dystrophie sympathique réflexe ou syndrome de Südeck
- Dystrophie tapétorétinale, syndrome héréditaire se caractérisant par une dystrophie du tapetum nigrum (couche de pigment de l'œil)
- Dystrophie cornéenne
- Dystrophie ovarienne ou Syndrome des ovaires polykystiques